# Bulldogs Hodonin
Il SKP Olympia Futsal Bulldogs, conosciuto semplicemente come Bulldogs Hodonin è una squadra ceca di calcio a 5 fondata a Hodonín nel 1999.
Nella stagione 2007/2008, ha giocato la Futsal Liga, prima divisione del campionato ceco di calcio a 5, dove è giunto ultimo, retrocesso. Alla prima stagione di seconda divisione, con il terzultimo posto è scivolato in terza lega ceca.